# مارثا مورتون
مارثا مورتون (بالإنجليزية: Martha Morton)‏ هي كاتبة مسرحية وكاتِبة أمريكية، ولدت في 10 أكتوبر 1865 في نيويورك في الولايات المتحدة، وتوفيت في 18 فبراير 1925.

## وصلات خارجية
- مارثا مورتون على موقع IMDb (الإنجليزية)
- مارثا مورتون على موقع قاعدة بيانات برودواي على الإنترنت (الإنجليزية)